# Zelów (gromada 1968–1972)
Zelów – dawna gromada, czyli najmniejsza jednostka podziału terytorialnego Polskiej Rzeczypospolitej Ludowej w latach 1954–1972.
Gromady, z gromadzkimi radami narodowymi (GRN) jako organami władzy najniższego stopnia na wsi, funkcjonowały od reformy reorganizującej administrację wiejską przeprowadzonej jesienią 1954 do momentu ich zniesienia z dniem 1 stycznia 1973, tym samym wypierając organizację gminną w latach 1954–1972.
Gromadę Zelów z siedzibą GRN w mieście Zelowie (nie wchodzącym w jej skład) utworzono 1 lipca 1968  w powiecie łaskim w woj. łódzkim z obszarów zniesionych gromad Kociszew i Pożdżenice w tymże powiecie.
1 stycznia 1970 do gromady Zelów włączono miejscowość Zelówek z miasta Zelowa (w jego granicach od 1954 roku).
Gromada przetrwała do końca 1972 roku, czyli do kolejnej reformy gminnej. 1 stycznia 1973 w powiecie łaskim reaktywowano zniesioną w 1954 roku gminę Zelów (od 1999 gmina Zelów należy do powiatu bełchatowskiego).
Uwaga: Gromada Zelów (o innym składzie) istniała w powiecie łaskim także w roku 1954.